# Fram Reykjavik
Pour les articles homonymes, voir FRAM.
Maillots
Actualités
Le Fram Reykjavik (nom complet Knattspyrnufélagið Fram Reykjavik) est un club omnisports islandais de Reykjavik. Sa section football est l'une des plus célèbres du pays.
C'est actuellement le troisième club le plus titré de l'histoire du Championnat d'Islande de football, a égalité avec le club du IA Akranes. Le Fram Reykjavík est aussi connu pour son ancienneté dans ce même championnat, bien qu'il ait changé de nom plusieurs fois.

## Historique
- 1908 : fondation du club sous le nom de Kári Reykjavik
- 1908 : le club est renommé Fram Reykjavik
- 1914 : absorption du FR Fálkinn Reykjavik
- 1915 : absorption du KF Reykjavik
- 1971 : 1re participation à une Coupe d'Europe (C2, saison 1971/1972)

## Section football

### Bilan sportif

#### Palmarès
- Championnat d'Islande
  - Champion (18) : 1913, 1914, 1915, 1916, 1917, 1918, 1921, 1922, 1923, 1925, 1939, 1946, 1947, 1962, 1972, 1986, 1988, 1990
- Championnat d'Islande de deuxième division
  - Champion (5) : 1966, 1983, 1996, 2006, 2021
- Coupe d'Islande
  - Vainqueur (8) : 1970, 1973, 1979, 1980, 1985, 1987, 1989, 2013
  - Finaliste (10) : 1960, 1962, 1977, 1981, 1984, 1986, 1995, 2002, 2005, 2009
- Coupe de la Ligue islandaise
  - Finaliste (1) : 2012

#### Bilan européen
Légende
- Victoire ou qualification pour le tour suivant
- Match nul
- Défaite ou élimination de la compétition

Note : dans les résultats ci-dessous, le score du club est toujours donné en premier
| Saison    | Compétition               | Tour                | Club              | Domicile | Extérieur | Total  |
| --------- | ------------------------- | ------------------- | ----------------- | -------- | --------- | ------ |
| 1971-1972 | Coupe des coupes          | Tour préliminaire   | Hibernians FC     | 2 - 0    | 0 - 3     | 2 - 3  |
| 1973-1974 | Coupe des clubs champions | Seizièmes de finale | FC Bâle           | 2 - 6    | 0 - 5     | 2 - 11 |
| 1974-1975 | Coupe des coupes          | Seizièmes de finale | Real Madrid       | 0 - 2    | 0 - 6     | 0 - 8  |
| 1976-1977 | Coupe UEFA                | Premier tour        | Slovan Bratislava | 0 - 3    | 0 - 5     | 0 - 8  |
| 1977-1978 | Coupe UEFA                | Premier tour        | IK Start          | 0 - 2    | 0 - 6     | 0 - 8  |
| 1980-1981 | Coupe des coupes          | Seizièmes de finale | Hvidovre IF       | 0 - 2    | 0 - 1     | 0 - 3  |
| 1981-1982 | Coupe des coupes          | Seizièmes de finale | Dundalk FC        | 2 - 1    | 0 - 4     | 2 - 5  |
| 1982-1983 | Coupe UEFA                | Premier tour        | Shamrock Rovers   | 0 - 3    | 0 - 4     | 0 - 7  |
| 1985-1986 | Coupe des coupes          | Seizièmes de finale | Glentoran FC      | 3 - 1    | 0 - 1     | 3 - 2  |
| 1985-1986 | Coupe des coupes          | Huitièmes de finale | Rapid Vienne      | 2 - 1    | 0 - 3     | 2 - 4  |
| 1986-1987 | Coupe des coupes          | Seizièmes de finale | GKS Katowice      | 0 - 3    | 0 - 1     | 0 - 4  |
| 1987-1988 | Coupe des clubs champions | Seizièmes de finale | Sparta Prague     | 0 - 2    | 0 - 8     | 0 - 10 |
| 1988-1989 | Coupe des coupes          | Seizièmes de finale | FC Barcelone      | 0 - 2    | 0 - 5     | 0 - 7  |
| 1989-1990 | Coupe des clubs champions | Seizièmes de finale | Steaua Bucarest   | 0 - 1    | 0 - 4     | 0 - 5  |
| 1990-1991 | Coupe des coupes          | Seizièmes de finale | Djurgårdens IF    | 3 - 0    | 1 - 1     | 4 - 1  |
| 1990-1991 | Coupe des coupes          | Huitièmes de finale | FC Barcelone      | 1 - 2    | 0 - 3     | 1 - 5  |
| 1991-1992 | Coupe des clubs champions | Seizièmes de finale | Panathinaïkos     | 2 - 2    | 0 - 0     | 2 - 2E |
| 1992-1993 | Coupe UEFA                | Premier tour        | FC Kaiserslautern | 0 - 3    | 0 - 4     | 0 - 7  |
| 2009-2010 | Ligue Europa              | Premier tour Q      | The New Saints    | 2 - 1    | 2 - 1     | 4 - 2  |
| 2009-2010 | Ligue Europa              | Deuxième tour Q     | Sigma Olomouc     | 0 - 2    | 1 - 1     | 1 - 3  |
| 2014-2015 | Ligue Europa              | Premier tour Q      | Nõmme Kalju       | 0 - 1    | 2 - 2     | 2 - 3  |

### Personnalités
- Helgi Sigurðsson
- Ion Geolgău (entraîneur)
- Bjarni Guðjónsson (entraîneur)

## Section handball

### Palmarès
Section masculine
- Championnat d'Islande (10) : 1950, 1962, 1963, 1964, 1966, 1967, 1970, 1972, 2006, 2013
- Coupe d'Islande (1) : 2000
- Coupe de la Ligue (1) : 2008

Section féminine
- Championnat d'Islande  (20) : 1950, 1951, 1952, 1953, 1954, 1970, 1974, 1976, 1977, 1978, 1979, 1980, 1984, 1985, 1986, 1987, 1988, 1989, 1990, 2013
- Coupe d'Islande (14) : 1978, 1979, 1980, 1982, 1984, 1985, 1986, 1987, 1990, 1991, 1995, 1999, 2010, 2011
- Coupe de la Ligue (2) : 2010, 2013